# Combsort

Sortierung eines Feldes von 33 Elementen mittels Combsort.

Combsort (von englisch comb, Kamm) ist ein im April 1991 im BYTE magazine von S. Lacey und R. Box vorgestellter, vom Bubblesort abgeleiteter, nicht-stabiler In-place-Sortieralgorithmus, der eine Folge linear angeordneter Elemente (z. B. Zahlen, Alphabete) einem Vergleichskriterium (z. B. der Größe) nach anordnet.

## Prinzip
Anders als Bubblesort, der nur jeweils benachbarte Elemente vergleicht und ggf.
vertauscht, beginnt Combsort zunächst mit weit auseinanderliegenden Elementen (engl. Gap = Lücke).
Dadurch finden grob falsch sortierte Elemente schneller ihre Zielposition. Nach jedem Durchlauf
wird die Lücke mit Division durch 1,3 verkleinert und der Vorgang wiederholt.
Durch diesen empirisch gefundenen krummen Divisor wird erreicht, dass sich angrenzende Bereiche in aufeinanderfolgenden Durchläufen stets überlappen und keine Cluster bilden, die erst in späteren Durchläufen aufgelöst würden.
Der Algorithmus endet, wenn mindestens ein Durchlauf mit Gap =1 erfolgt und keine Vertauschung mehr stattgefunden hat.
Bei diesem Endwert Gap =1 ist er am Ende praktisch identisch mit dem Bubblesort, und die Richtigkeit der Sortierung ist bewiesen.
Zum Namen: Das zu sortierende Feld wird quasi wie mit einem Kamm (englisch comb) mit immer dichter werdenden Zähnen durchgekämmt.
Combsort ähnelt dem auf Insertionsort basierenden Shellsort.

## Komplexität
Die Komplexität liegt je nach Ausgangssituation zwischen {\displaystyle {\mathcal {O}}(n^{2})} (Worst-Case) und {\displaystyle {\mathcal {O}}(n\log(n))} (Best-Case).
Im Best-Case ist die Liste der zu sortierenden Elemente geordnet, sobald die Schrittlänge 1 beträgt.
Im Worst-Case müssen alle benachbarten Elemente nochmals getauscht werden (mehrere Durchgänge mit Schrittlänge 1). In diesem Fall ist Combsort nicht schneller als Bubblesort.
Der Avg. Case ist {\displaystyle {\mathcal {O}}(n^{2})}, analog zu Bubblesort.

## Formaler Algorithmus
Im Pseudocode sieht der CombSort-Algorithmus so aus:
```
prozedur
 combSort ( A: Liste sortierbarer Elemente )
  schritt:= Länge ( A )
  
wiederhole

     vertauscht:= falsch
     
für jedes
 i 
von
 0 
bis
 (Länge ( A ) - schritt) 
wiederhole

        
falls
 ( A[ i ] > A[i + schritt]) 
dann

           vertausche ( A [ i ], A [ i + schritt ] )
           vertauscht:= wahr
        
falls ende

     
für ende

     
falls
 (schritt > 1) 
dann
 
           schritt:= Ganzzahl ( schritt/1.3 )
           vertauscht := wahr
     
falls ende

  
solange
 (vertauscht == wahr 
oder
 schritt > 1)

prozedur ende
```